# XVII Spadochronowe Mistrzostwa Śląska 1986
XVII Spadochronowe Mistrzostwa Śląska 1986 – odbyły się 21–24 maja 1986 na lotnisku Gliwice. Gospodarzem Mistrzostw był Aeroklub Gliwicki, a organizatorem Sekcja Spadochronowa Aeroklubu Gliwickiego. Do dyspozycji skoczków był samolot An-2TD SP-ANW. W ramach Mistrzostw wykonano 392 skoki.

## Rozegrane kategorie
Mistrzostwa rozegrano w siedmiu kategoriach spadochronowych:
- Indywidualna – celność lądowania (6 skoków) – skoki wykonywano z wysokości 1000 m i opóźnieniem 0–5 sekund
- Indywidualna – akrobacja indywidualna (3 skoki) – skoki wykonywano z wysokości z 2000 m i opóźnieniem 25 sekund
- Indywidualna – dwubój
- Drużynowa – dwubój.

## Kierownictwo Mistrzostw
- Kierownik Sportowy: Jacek Gołębiewski (Gliwice)
- Członek komisji sędziowskiej: Janusz Furtak.

Źródło: 

## Uczestnicy Mistrzostw
Uczestników XVII Spadochronowych Mistrzostw Śląska 1986 podano za: Jan Isielenis, Archiwum Sekcji Spadochronowej Aeroklubu Gliwickiego, 1986. Brak numerów stron w książce
Na starcie stanęło 11 drużyn (33 zawodników) reprezentujących aerokluby regionalne i wojskowe kluby sportowe  Polska:
- Aeroklub Ziemi Lubuskiej – Gieszcz, Edward Dziędziura, Pijanowski
- Aeroklub Gliwicki II – Marek Boryczka, Bogdan Bryzik, Piotr Dudziak
- Aeroklub ROW – Zbigniew Łaski, Marian Marcol, Artur Wróbel
- Aeroklub Lubelski – Robert Chamera, Tomasz Okal,  Sławomir Jaroszek
- Inter I – Wojciech Białobrocki, Bar, Sikora
- WKS „Wawel” Kraków – Grzegorz Świerad, Dariusz Kasperek, Tomasz Kuchciński
- Aeroklub Opolski – Szkwara, Krypski, Krzysztof Utzig
- Aeroklub Śląski – Janusz Piekarczyk, Krzysztof Filus, Janusz Domagała
- Aeroklub Gliwicki I – Jerzy Hercuń, Witold Lewandowski, Jan Isielenis
- Inter II – Andrzej Bączek, Artur Kuchta, Gałęzowski
- Aeroklub Świdnik – Jacek Chodanowski, Mirosław Skrzypiec[b], Dariusz Wójtowicz.

## Medaliści
Medalistów XVII Spadochronowych Mistrzostw Śląska 1986 podano za: Jan Isielenis, Archiwum Sekcji Spadochronowej Aeroklubu Gliwickiego, 1986. Brak numerów stron w książce
| Konkurencja               | Złoto                | Srebro              | Brąz             |
| Indywidualnie – celność   | Wojciech Białobrocki | brak danych         | brak danych      |
| Indywidualnie – akrobacja | Grzegorz Świerad     | brak danych         | brak danych      |
| Indywidualnie – dwubój    | Wojciech Białobrocki | Grzegorz Świerad    | Dariusz Kasperek |
| Drużynowo – dwubój        | WKS Wawel Kraków     | Aeroklub Gliwicki I | Aeroklub Świdnik |

## Wyniki Mistrzostw
Wyniki XVII Spadochronowych Mistrzostw Śląska 1986 podano za: Jan Isielenis, Archiwum Sekcji Spadochronowej Aeroklubu Gliwickiego, 1986. Brak numerów stron w książce

### Klasyfikacja indywidualna (celność lądowania)
- I miejsce – Wojciech Białobrocki (Grunwald Zielona Góra)
- II miejsce – brak danych
- III miejsce – brak danych
- VIII miejsce – Jan Isielenis (Aeroklub Gliwicki)
- XX miejsce – Witold Lewandowski (Aeroklub Gliwicki)
- XXIV miejsce – Jerzy Hercuń (Aeroklub Gliwicki).

### Klasyfikacja akrobacja indywidualna
- I miejsce – Grzegorz Świerad (WKS Wawel Kraków)
- II miejsce – brak danych
- III miejsce – brak danych
- VI miejsce – Witold Lewandowski (Aeroklub Gliwicki)
- VII miejsce – Jan Isielenis (Aeroklub Gliwicki)
- XX miejsce – Jerzy Hercuń (Aeroklub Gliwicki.

### Klasyfikacja indywidualna (dwubój)
- I miejsce – Wojciech Białobrocki (Grunwald Zielona Góra)
- II miejsce – Grzegorz Świerad (WKS Wawel Kraków)
- III miejsce – Dariusz Kasperek (WKS Wawel Kraków)
- IV miejsce – Marek Boryczka (Aeroklub Gliwicki)
- VI miejsce – Jan Isielenis (Aeroklub Gliwicki)
- X miejsce – Witold Lewandowski (Aeroklub Gliwicki)
- XX miejsce – Jerzy Hercuń (Aeroklub Gliwicki)[1].

### Klasyfikacja drużynowa (dwubój)
- I miejsce – WKS Wawel Kraków
- II miejsce – Aeroklub Gliwicki I
- III miejsce – Aeroklub Świdnik.

## Galeria

XVII Spadochronowe Mistrzostwa Śląska 1986
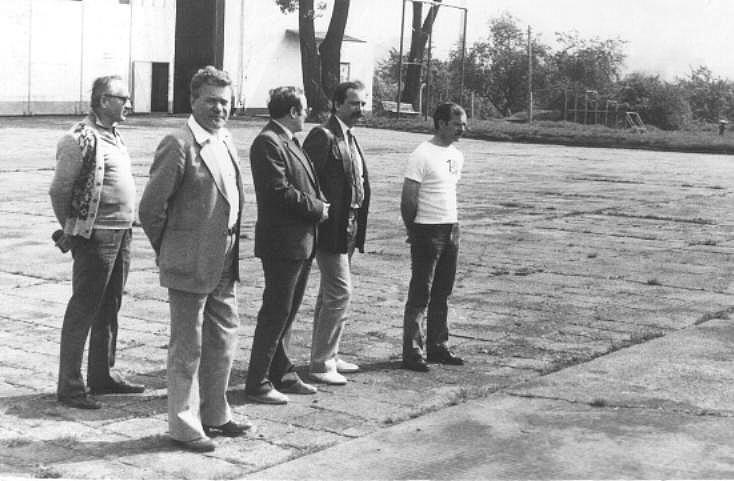
Uroczyste otwarcie Mistrzostw przez Prezesa Aeroklubu Gliwickiego w obecności przedstawicieli władz miasta Gliwic
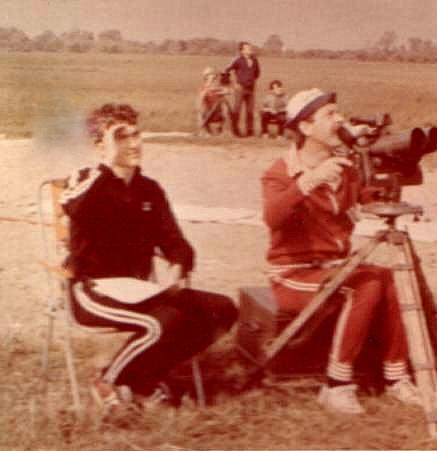
Przy telemetrze w czerwonym dresie Sędzia Mistrzostw Janusz Furtak
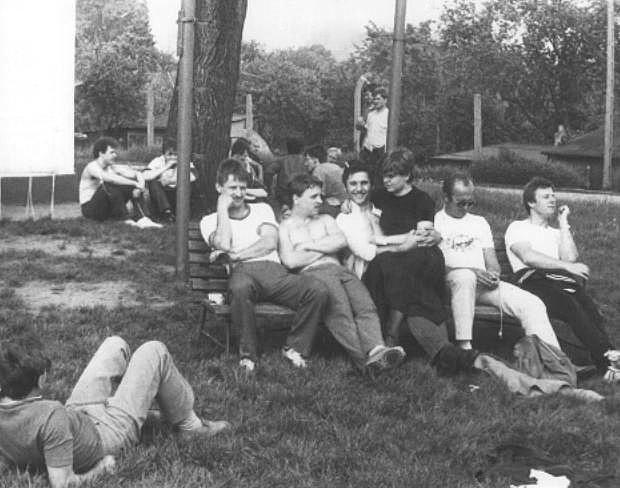
Przed spadochroniarnią na ławce, drugi od lewej: Marek Boryczka, Bogdan Bryzik, na kolankach siedzi mu Ewa nn, z tyłu na ziemi siedzą: Mirosław Flaszka i Wiesław Walasiewicz
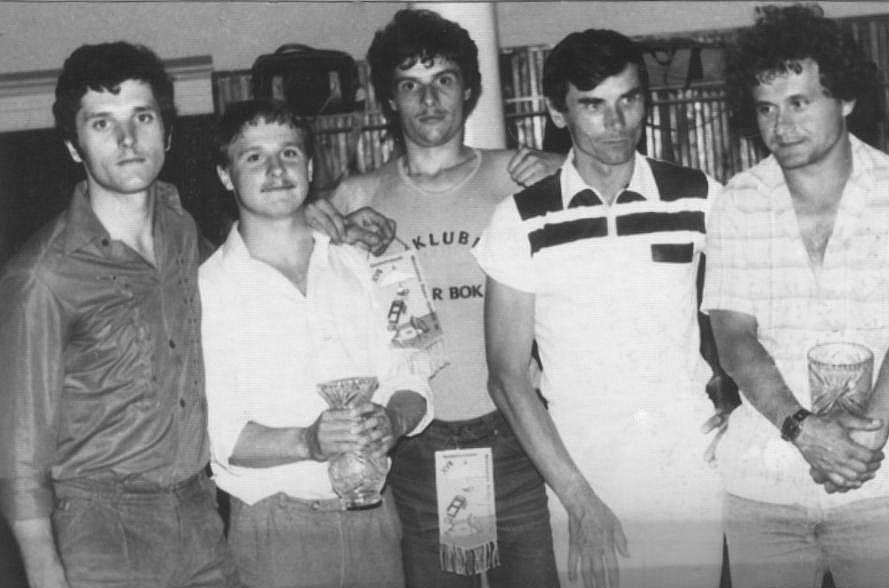
Zawodnicy Aeroklubu Gliwickiego. Od lewej: Bogdan Bryzik, Marek Boryczka, Piotr Dudziak, Jan Isielenis, Jerzy Hercuń